# Youngstorget
Der Youngstorget (bis 1951 Nytorvet) ist ein Platz im Stadtteil St. Hanshaugen im Zentrum der norwegischen Hauptstadt Oslo, nahe dem norwegischen Regierungsviertel. Er wird als Marktplatz sowie für Konzerte, Messen und Demonstrationen genutzt. Des Weiteren ist der Platz von zentraler Bedeutung für die norwegische Arbeiterbewegung.

## Geschichte

### Bau und Nutzung als Marktplatz
Der Platz wurde 1846 auf beiden Seiten der bereits bestehenden Straße Torggata angelegt. Dazu kaufte die Kommune Oslo Grund vom Kaufmann Jørgen Young auf. Der Platz erhielt nach seiner Fertigstellung den Namen Nytorvet (deutsch: Neuer Platz). Der Bau war nötig geworden, nachdem Oslo immer stärker wuchs und viele Landwirte aus der Umgebung auf die bestehenden Märkte Oslos kamen, um dort ihre Produkte zu verkaufen. Der neue Platz wurde dadurch schnell zu einem Markt für agrarische Erzeugnisse. In den 1850er-Jahren wurde der jährlich im Februar abgehaltene Wintermarkt vom Stortorvet auf diesen neuen Platz verlegt, da sich die Kirche am Stortorvet über die Störung des Kirchenalltags beschwerte. Dadurch entwickelte sich der Nytorvet weg von einem Landwirtschaftsmarkt hin zu einem Marktplatz mit einer größeren Diversität an Produkten.
1876 wurde beschlossen, auf dem Nytorvet eine Markthalle zu errichten, welche schließlich 1878 fertig gestellt wurde. Die Halle bestand aus verschiedenen Buden auf zwei Etagen verteilt und einer offenen Fassade zum Platz hin. Um dem sich verstärkenden Marktgeschehen standzuhalten, wurde der Platz schließlich auf seine heutige Größe erweitert.

### Springbrunnen
Im Jahr 1880 wurde die Fiat Lux, die erste Straßenlaterne Oslos, vom Stortorvet auf den Nytorvet übersiedelt. Außerdem verschob man in diesem Jahr auch die Løvefontenen (deutsch: Löwenfontäne) vom Gebäude der Feuerwehr in der Karl Johans gate auf den Nytorvet. Der Sockel des Brunnens war mit Löwenköpfen verziert. Dieser umstrittene und später verfallene Springbrunnen wurde 1942 entfernt und im Hafen von Oslo versenkt. Nach den Umbauten in den 1990er-Jahren wurde 1996 eine Kopie des Springbrunnens errichtet. Diese Kopie konnte nach Vorbild des entsorgten Brunnens gebaut werden, da sich in Stavanger weiter ein identischer Springbrunnen befand. Der Brunnen ist titelgebend für das 2019 veröffentlichte Lied Fontena på Youngstorget des norwegischen Sängers Sondre Justad.

### Wandel ab 1930

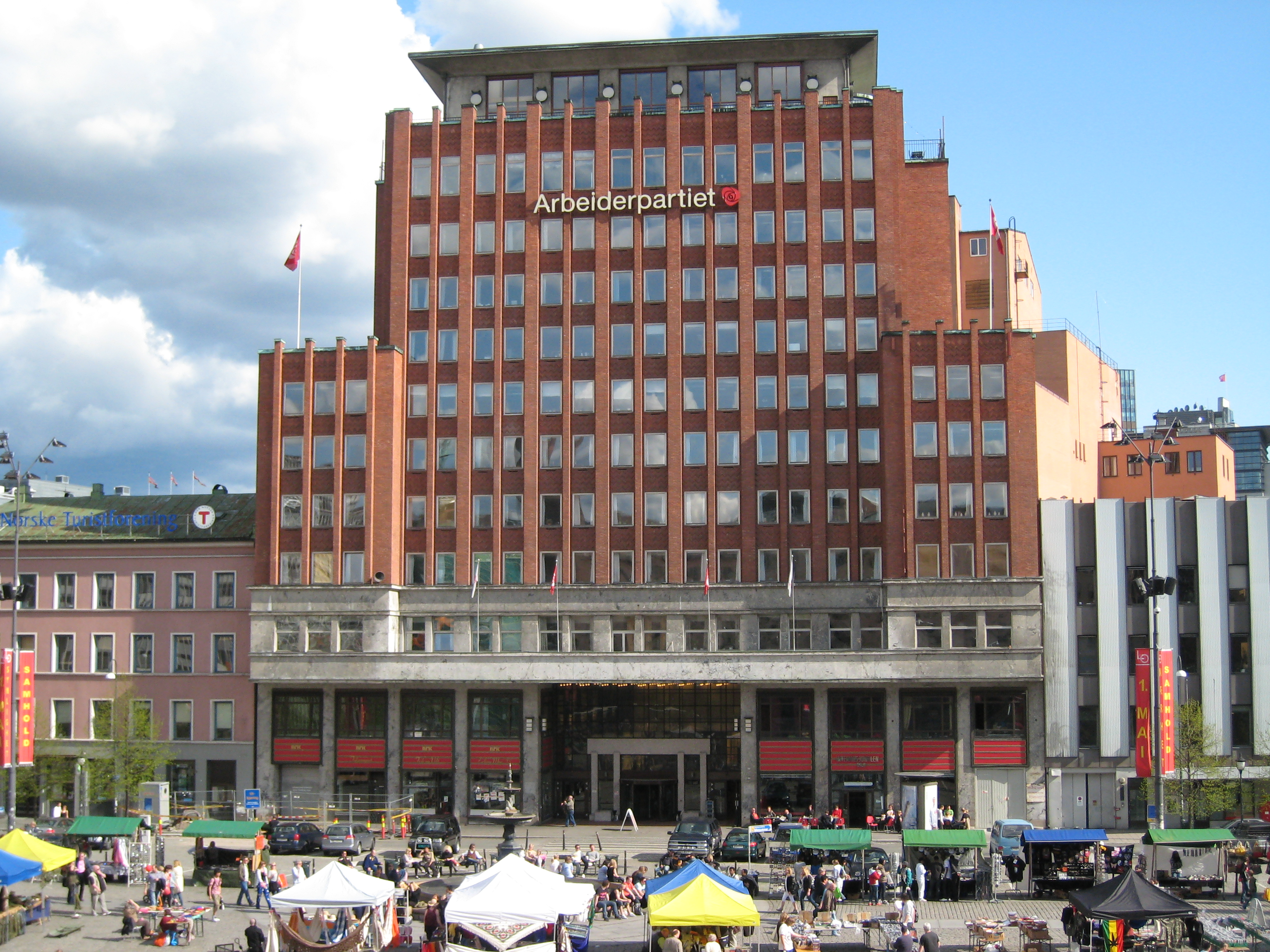
Folketeaterbygningen (2008)

Von 1932 bis 1935 wurde am Nytorvet das Folketeaterbygningen errichtet, ein Gebäude des Osloer Theaters Den Norske Opera & Ballett. Bei der Errichtung war es das höchste Gebäude Oslos und wurde auch als der erste Wolkenkratzer Norwegens bezeichnet. Im April 1935 verlegte die sozialdemokratische Partei Det norske Arbeiderparti (heute Arbeiderpartiet) ihren Hauptsitz in dieses Gebäude. Im Jahr 2009 wurde es unter Denkmalschutz gestellt.
Während der Zeit der deutschen Besatzung wurde der Platz von den Nationalsozialisten für deren Zwecke eingenommen. Das Folkets hus, der Hauptsitz des Gewerkschaftsdachverbands Landsorganisasjonen i Norge (LO), wurde so unter anderem von der NS-Gewerkschaft NS Faggruppeorganisasjon übernommen.
Der heutige Name Youngstorget ist vom ehemaligen Besitzer des Grundes, dem Kaufmann Jørgen Young, abgeleitet und wurde 1951 eingeführt.

### Wiederbelebung in den 1990er-Jahren
Nachdem die Markthallen verfielen und die Handelsaktivität abnahm, wurde die Oberfläche des Platzes asphaltiert und für den Straßenverkehr ausgebaut. Nur einige Markthändler blieben zurück. Im Jahr 1984 beschloss das Stadtparlament von Oslo, den Platz neu für den Handel zu beleben. Im Jahr 1994 wurde mit den Bauarbeiten dafür begonnen und 1996 konnten diese abgeschlossen werden. Heute befinden sich auf dem Platz verschiedene Dienstleister wie Gaststätten und Friseure.

## Bedeutung für die Arbeiterbewegung
Der Platz hat bis heute eine wichtige Bedeutung für die norwegische Arbeiterbewegung. Dort befindet sich unter anderen das Zentralbüro der sozialdemokratischen Partei Arbeiderpartiet und das Folkets hus, der Hauptsitz des Gewerkschaftsdachverbands Landsorganisasjonen i Norge (LO). Zwischen 1934 und 1988 befand sich auch der Sitz der Zeitung Arbeiderbladet (heute Dagsavisen) an diesem Platz. Die LO hält jährlich am 1. Mai die Hauptveranstaltung für den Tag der Arbeit auf dem Youngstorget ab.
Im Jahr 1958 wurde auf dem Youngstorget die Bronzeskulptur Arbeiderbevegelsens pionerer (deutsch: Pioniere der Arbeiterbewegung) des Künstlers Per Palle Storm enthüllt. Im Jahr 1997 folgte das Monument for fred (deutsch: Monument für Frieden), ein sieben Meter hoher Stein als Erinnerung an die Atombombenabwürfe auf Hiroshima.